# 1017年
| 千纪： | 2千纪 |
| 世纪： | 10世纪 \| 11世纪 \| 12世纪                                                                                 |
| 年代： | 980年代 \| 990年代 \| 1000年代 \| 1010年代 \| 1020年代 \| 1030年代 \| 1040年代                             |
| 年份： | 1012年 \| 1013年 \| 1014年 \| 1015年 \| 1016年 \| 1017年 \| 1018年 \| 1019年 \| 1020年 \| 1021年 \| 1022年 |
| 纪年： | 丁巳年（蛇年）；契丹開泰六年；北宋天禧元年；大理明启八年；越南順天八年；日本長和六年，寬仁元年             |

## 大事记
- 寇準恢復宰相職務。
- 藤原道長任平安朝太政大臣，把摄政位让给他的儿子藤原賴通，攝關政治達到全盛。
- 遼國派蕭合卓率兵第三次為江東六城入侵高麗，無功而返。
- 注輦國攻下了三佛齊的屬國迦托訶，建立了迦托訶傀儡政權，然後南下佔領三佛齊首都巴鄰旁。
- 北海帝国的克努特大帝与1年前去世的决策无方者埃塞尔雷德的前妻諾曼第的愛瑪结婚来巩固他对英格兰王位的合法性。克努特此时已婚，而且他的王后的地位也没有因为这个新婚姻而改变，两人的儿子依然是他的继承人。同年他把他的统治地区分成4个伯爵领地并分封当地的伯爵。
- 基辅大公智者雅罗斯拉夫与神圣罗马帝国皇帝亨利二世达成协议从两面合攻波兰公爵波列斯瓦夫一世，但是未能获得胜利。
- 基辅大公智者雅罗斯拉夫下令开始建造基辅金门。
- 由于当地伯爵家族无嗣灭绝，里瓦戈薩納伯爵领地被并入納瓦拉王國。

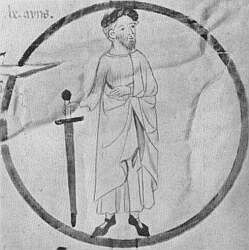
貝倫格·拉蒙一世

- 拉蒙·博雷爾死后他12岁的儿子貝倫格·拉蒙一世继位成为巴塞罗那、奧索納和基羅納伯爵，他的母亲摄政。
- 加兹尼的马哈茂德为加兹尼王朝攻占花剌子模，推翻馬蒙王朝。
- 印度朱罗王朝首次向其贸易竞争对手三佛齐发动进攻。
- 年初：教宗本篤八世派诺尔曼雇佣军去往意大利南部支持当地反抗拜占庭的反叛。诺尔曼雇佣军能够多次战胜。同年秋拜占庭皇帝巴西尔二世因此向意大利督軍區增兵。
- 1月6日——克努特大帝加冕为英格兰国王。
- 2月5日——卡斯蒂利亚伯爵桑乔·加西亚逝世，他8岁的儿子加西亚·桑切斯继位，加西亚的母亲摄政。实际上納瓦拉国王桑乔三世在幕后操纵。
- 5月20日——日本改元，長和结束，寬仁开始。
- 6月19日——法蘭克人國王羅貝爾二世加冕其子于格大帝為共治國王。

## 出生
- 亨利三世（1056年去世，39岁）
- 周敦颐，宋明理学创始人（1073年去世，56岁）

## 逝世
- 拉蒙·博雷爾，巴塞隆納，索納伯爵及基羅納伯爵
- 藤原遵子，日本皇后
- 2月5日——桑乔·加西亚，卡斯蒂利亚伯爵
- 6月5日——三條天皇
- 6月6日——源信，日本僧人
- 九月初十——王旦，北宋政治人物